# وست‌واد
(به هلندی: Westwoud) یک منطقهٔ مسکونی در هلند است که در درخترلاند واقع شده‌است. وست‌واد ۱٫۳۰۰ نفر جمعیت دارد.